# Pianosonate nr. 4 (Mozart)
Pianosonate nr. 4 in Es majeur, KV 282, is een pianosonate van Wolfgang Amadeus Mozart. Het stuk, dat Mozart in 1774 componeerde, duurt circa 12 minuten.

## Onderdelen
De sonate bestaat uit drie delen:
- I Adagio
- II Menuetto I-II
- III Allegro

### Adagio
Dit is het eerste deel van de sonate. Het stuk staat in Es majeur en heeft een 4/4-maat.

### Menuetto I-II
Dit is het tweede deel van de sonate. Het stuk heeft een 3/4-maat en staat in Bes en Es majeur.

### Allegro
Dit is het derde een laatste deel van de sonate. Het stuk heeft een 2/4-maat en staat in Es majeur.